# Serguéi Nikolayevich Ochurdyapov
Serguéi Nikolayevich Ochurdyapov (en ruso: Сергей Николаевич Очурдяпов; Kokorya, Distrito de Kosh-Agachsky, Óblast autónomo de Gorno-Altái, RSFSR, URSS, 24 de febrero de 1974) es una figura política y pública de la República de Altái, honrado trabajador de la cultura de la República de Altai, diputado de la Asamblea Estatal de la República de Altái (2006-2010), miembro de la Cámara Cívica de la Federación de Rusia. Desde 2020, ha sido incluido en la reserva de personal del Presidente de Rusia. Y también Serguéi Nikolayevich hoy es el Jefe de la Casa de Ak-Kebek.

## Biografía
Nacido el 24 de febrero de 1974 en la familia de Nikolai Boktorovich Ochurdyapov y Anisiya Mikhailovna Ochurdyapova. En 1996 se graduó de la Universidad Estatal de Gorno-Altaisk, especializándose en Historia y Derecho, y en 1999 se graduó como posgrado en Arqueología. En 2003, se graduó de la misma universidad con un título en Derecho.
Es descendiente directo del Príncipe Ochurdyap Mangdaev.

## Carrera política
Desde 2000, se convirtió en presidente del Consejo político de la rama local del partido político de toda Rusia "Unidad " del distrito de Kosh-Agach.
De 2006 a 2010, Serguéi Ochurdyapov fue diputado de la Asamblea Estatal - El Kurultai de la República de Altai.
Por decreto del jefe de la República de Altai, Alexander Berdnikov, el 13 de septiembre, Sergey Ochurdyapov fue nombrado jefe de la Inspección de la protección estatal de los objetos del Patrimonio cultural de la República de Altai.